# Anania aureomarginalis
Anania aureomarginalis is een vlinder van de familie van de grasmotten (Crambidae). De wetenschappelijke naam van deze soort is voor het eerst voorgesteld als Algedonia aureomarginalis door Koen Maes in een publicatie uit 2012.
De soort komt voor in Angola en Zambia.